# 샹양훙

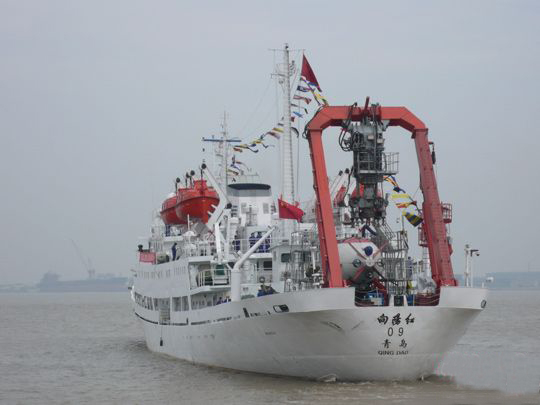
향양홍 9호

샹양훙(向阳红)은 중화인민공화국의 해양지리조사연구 선박이다. 샹양훙 1호, 3호, 5호, 6호, 9호, 10호, 14호, 16호, 21호가 있다.